# باولو مورا
باولو مورا (بالبرتغالية: Paulo Moura‏) هو ملحن وكاتب أغاني برازيلي، ولد في 15 يوليو 1932 في ساو جوزية دو ريو بريتو في البرازيل، وتوفي في 12 يوليو 2010 في ريو دي جانيرو في البرازيل بسبب لمفوما.

## وصلات خارجية
- الموقع الرسمي
- باولو مورا على موقع IMDb (الإنجليزية)
- باولو مورا على موقع ميوزك برينز (الإنجليزية)
- باولو مورا على موقع أول ميوزيك (الإنجليزية)
- باولو مورا على موقع ديسكوغز (الإنجليزية)
- باولو مورا على موقع قاعدة بيانات الفيلم (الإنجليزية)